# Мухаммад Джамалуль Алам II
Мухаммад Джамалуль Алам II (1889–1924) — 27-й султан Брунею з 10 травня 1906 до 11 вересня 1924 року.
Султан Мухаммад Джамалуль Алам II помер у віці 35 років від малярії. Йому спадкував старший син Муда Ахмад Таджуддін.